# Wrightwood
Wrightwood és una concentració de població designada pel cens dels Estats Units a l'estat de Califòrnia. Segons el cens del 2000 tenia 3.837 habitants.

## Demografia
Segons el cens del 2000, Wrightwood tenia 3.837 habitants, 1.486 habitatges, i 1.056 famílies. La densitat de població era de 673,4 habitants/km².
Dels 1.486 habitatges en un 35,1% hi vivien nens de menys de 18 anys, en un 59,2% hi vivien parelles casades, en un 8,3% dones solteres, i en un 28,9% no eren unitats familiars. En el 23,6% dels habitatges hi vivien persones soles el 6,5% de les quals corresponia a persones de 65 anys o més que vivien soles. El nombre mitjà de persones vivint en cada habitatge era de 2,58 i el nombre mitjà de persones que vivien en cada família era de 3,08.
Per edats la població es repartia de la següent manera: un 28,6% tenia menys de 18 anys, un 5,6% entre 18 i 24, un 27,9% entre 25 i 44, un 28,1% de 45 a 60 i un 9,9% 65 anys o més.
L'edat mediana era de 39 anys. Per cada 100 dones de 18 o més anys hi havia 98,4 homes.
La renda mediana per habitatge era de 50.338 $ i la renda mediana per família de 57.197 $. Els homes tenien una renda mediana de 51.424 $ mentre que les dones 40.045 $. La renda per capita de la població era de 22.902 $. Entorn del 5,8% de les famílies i el 6,7% de la població estaven per davall del llindar de pobresa.

## Poblacions més properes
El següent diagrama mostra les poblacions més properes.